# Perazancas de Ojeda
Perazancas de Ojeda es una localidad de la provincia de Palencia (Castilla y León, España) que pertenece al municipio de Cervera de Pisuerga.

## Geografía
Está a una distancia de 15 km de Cervera de Pisuerga, la capital municipal, en la comarca de la Montaña Palentina, aunque lindante con la comarca de la Ojeda.

## Historia
Perazancas de Ojeda fue municipio independiente hasta 1979, siendo el último de los municipios en incorporarse a otro (en este caso fue a Cervera de Pisuerga) durante el siglo XX.

## Demografía
| Gráfica de evolución demográfica de Perazancas entre 1842 y 1970 |
| |
| Población de derecho según los censos de población del INE Población de hecho según los censos de población del INEEntre el censo de 1857 y el anterior, crece el término del municipio porque incorpora a 345036 (Cubillo de Ojeda) Entre el censo de 1981 y el anterior, este municipio desaparece porque se integra en el municipio 34056 (Cervera del Pisuerga) |

Evolución de la población en el siglo XXI
| Gráfica de evolución demográfica de Perazancas de Ojeda entre 2000 y 2023 |
|                                                                           |
| Población de derecho (2000-2023) según el padrón municipal del INE        |

## Patrimonio
Esta localidad es conocida por conservar dos importantes monumentos románicos:
- La iglesia parroquial de la Asunción conserva la portada y el ábside del templo románico original; el resto fue reedificado en épocas posteriores, cambiándose la orientación del ábside. La portada es un destacable trabajo románico, con figuras de músicos ornando la archivolta central, y columnas de capiteles historiados. El interior del ábside primitivo, utilizado hoy como baptisterio, presenta una inusual arquería polilobulada. Se conserva también un interesante Crucificado gótico, fechable en los siglos XIII-XIV.

- La ermita de San Pelayo, un poco separada del casco urbano, es uno de los monumentos más antiguos del Románico palentino. Es un pequeño edificio de planta muy sencilla. El ábside presenta decoración de arcos lombardos, muy extraña en Palencia; la portada reutiliza fustes y capiteles de un edificio anterior, mozárabe o visigodo. En el interior se conservan los restos de las pinturas románicas más destacables de la provincia. Se aprecian todavía bien los apóstoles y figuras de los meses del año, mientras que el Pantocrátor con el Tetramorfos del cascarón se ha perdido casi por completo. El conjunto de la ermita corresponde a los años finales del siglo XI.

## Fiesta
La fiesta local se celebra por la Octava del Corpus habitualmente a primeros de junio.